# Stürmische Liebe – Swept Away
Stürmische Liebe – Swept Away (Originaltitel: Swept Away) ist eine britisch-italienische Filmkomödie aus dem Jahr 2002. Die Regie führte Guy Ritchie, der auch das Drehbuch schrieb. Die Hauptrollen spielten Madonna, Adriano Giannini und Bruce Greenwood.
Der Film ist eine Neuverfilmung der italienischen Abenteuerkomödie Hingerissen von einem ungewöhnlichen Schicksal im azurblauen Meer im August aus dem Jahr 1974.

## Handlung
Amber Leighton wohnt in New York City, sie ist mit dem reichen Anthony Leighton verheiratet. Sie macht mit ihrem Mann und Freunden auf einer Yacht im Mittelmeerraum Urlaub. Auf der Yacht führt vor allem sie sich sehr hochnäsig auf und lässt ihre Überheblichkeit vor allem den Matrosen und Fischer Giuseppe Esposito spüren.
Amber, die den Anschluss an ihre Freunde verloren hat, die eine Insel besuchen, besteht darauf, dass Giuseppe sie trotz seiner Bedenken zur Insel bringt. Unterwegs geht der Motor ihres Bootes aus und sie stranden auf einer unbewohnten Insel. Dort dreht Giuseppe den Spieß um, und Amber muss für ihn Wäsche waschen, Essen kochen, seine Füße küssen und ihn Meister nennen. Sie kommen sich dennoch näher; Amber lernt nach und nach das Fischen und andere Dinge, nachdem sie am Anfang völlig hilflos war. Amber ist das erste Mal in ihrem Leben völlig zufrieden mit Giuseppe und möchte von der Insel gar nicht mehr zurück. Giuseppe ist das aber nicht genug. Er will einen Beweis dafür, dass sie sich für ihn entscheidet und nicht für ihr reiches Leben in New York.
Nach einem Monat werden Amber und Giuseppe von der Insel gerettet. Amber steigt gemeinsam mit ihrem Mann in einem Hotel ab. Giuseppe ruft Amber später an und gesteht ihr seine Liebe. Sie sagt, sie liebe ihn auch und fragt, was sie machen solle. Giuseppe sagt, er werde sich melden. Sie verheimlicht ihre Gefühle vor ihrem Ehemann.
Giuseppe bekommt von Anthony eine Belohnung in Bargeld. Für das Geld kauft er einen Ring, den er in einem Kuvert für Amber im Hotel hinterlässt, in dem die Leightons wohnen. Anthony fängt die Zustellung allerdings ab. Als er und Amber mit einem Hubschrauber abfliegen wollen, lässt Anthony über seine ahnungslose Frau – enttäuscht, von Giuseppe nichts mehr gehört zu haben – das Kuvert mit dem Ring gemeinsam mit Trinkgeld einem Bediensteten zukommen. Dieser bringt den Briefumschlag mit der darauf geschriebenen Adresse Giuseppe, der unweit dieser Stelle am Pier wartet.
Giuseppe öffnet das Kuvert. Im Glauben, Amber hätte seinen Antrag abgelehnt, rennt er zur Abflugstelle. Der Hubschrauber startet, Amber weint und sieht den herbeirennenden Giuseppe nicht. Giuseppe wirft den Ring ins Wasser.

## Kritiken
James Berardinelli bezeichnete den Film auf ReelViews als „bedauernswert“ („unfortunate“). Dasselbe Wort wiederholte er, um Madonnas „Versuch der Darstellung“ („attempt to play“) zu beschreiben. Berardinelli verglich den Film stark negativ mit dem Film Hingerissen von einem ungewöhnlichen Schicksal im azurblauen Meer im August aus dem Jahr 1974 und schrieb, „90 % des Humors“ wäre unbeabsichtigt.
Owen Gleiberman schrieb in Entertainment Weekly, der Film sollte nichts anderes als Unterhaltung sein. Er lobte die Chemie zwischen Madonna und Adriano Giannini.

## Auszeichnungen
Der Film erhielt im Jahr 2003 fünfmal die Goldene Himbeere, darunter für Madonna, Guy Ritchie als Regisseur und als Schlechtester Film. Guy Ritchie als Drehbuchautor und Adriano Giannini wurden für die Goldene Himbeere nominiert. Im Jahr 2005 wurde der Film als Schlechtestes Drama der letzten 25 Jahre für eine weitere Goldene Himbeere nominiert.